# Мужчине живётся трудно. Фильм 28: Торадзиро и бумажный фонарь
«Мужчине живётся трудно. Фильм 28: Торадзиро и бумажный фонарь»" (яп. 男はつらいよ　寅次郎紙風船 отоко ва цурай ё торадзиро: камифу:сэн, англ. Tora-san's Promise  (Tora-san 28)) — японская комедия режиссёра Ёдзи Ямады, вышедшая на экраны в 1981 году. 28-й фильм популярного в Японии киносериала о комичных злоключениях незадачливого чудака Торадзиро Курума, или по-простому Тора-сана. По результатам проката фильм посмотрели 1 млн. 448 тыс. японских зрителей.

## Сюжет
Тора-сан возвращается домой в традиционный магазин сладостей его семьи в Сибамату, Токио. Как выясняется, он прибыл как раз вовремя, так как намечена встреча бывших одноклассников. Сестра Тора-сана, Сакура и тётя Цунэ приглашают Тору-сана на торжественный вечер встречи выпускников. Однако, дядя Тацудзо высказывается о том, что, возможно, это была не очень хорошая идея. Одноклассники Тора-сана, вероятно, уже все женаты, имеют детей и приличную работу. А наш герой, как известно, не умеет себя вести в приличном обществе.
Так и случилось. Вечер встречи выпускников закончился катастрофически. Всем запомнился Торадзиро как отвратительный хулиган, упавший мертвецки пьяным после оскорбления всех присутствовавших. Естественно, проспавшись, Тора-сан удаляется восвояси, пустившись в свои обычные странствия по стране. На Кюсю Торадзиро встречает сбежавшую из дома восемнадцатилетнюю девушку Айко. Она быстро увлекается его вольным стилем жизни, помогая ему торговать на празднике в соседнем храме. Капризная, болтливая и слишком напористая Айко вскоре начинает раздражать Тора-сана и он не может дождаться того момента, когда она наконец-то избавит его от своего навязчивого присутствия.
Позже Тора-сан встречает Мицуэ, жену своего старого друга и коллеги Цунэёси. Тора-сан решает навестить Цунэёси, так как, по словам жены, он серьёзно болен. Этот человек, который когда-то торговал жареными осьминогами, находясь при смерти, просит Тора-сана жениться на своей жене Мицуэ после его кончины. Он переживает, что иначе она будет развлекаться со многими другими мужчинами и запятнает тем самым его доброе имя. Поскольку Мицуэ одновременно и добра, и красива, Тора-сан спокойно соглашается. Теперь, когда он полон решимости жениться, Тора-сан пытается найти работу, чтобы содержать новоиспечённую невесту и накопить денег на свадьбу. Пара направляется в Токио, в семейный магазин сладостей. Всё идёт по намеченному Тора-саном плану, пока не появляется брат его наречённой, чтобы забрать её.

## В ролях
- Киёси Ацуми — Торадзиро Курума (или Тора-сан)
- Тиэко Байсё — Сакура, сестра Торадзиро
- Микико Отонаси — Мицуэ Куратоми
- Сёити Одзава — Цунэсабуро Куратоми
- Каёко Кисимото — Айко
- Гин Маэда — Хироси, муж Сакуры
- Хисао Дадзай — Умэтаро, босс Хироси
- Масами Симодзё — Рюдзо Курума, дядя Тора-сана
- Тиэко Мисаки — Цунэ Курума, тётя Тора-сана
- Хидэтака Ёсиока — Мицуо Сува, сын Сакуры и Хироси, племянник Тора-сана
- Тисю Рю — Годзэн-сама, священник

## Премьеры
- — национальная премьера фильма состоялась 29 декабря 1981 года в Токио[1].
- — фильм демонстрировался в США с июня 1982 года[3].

## Награды и номинации
Премия журнала «Кинэма Дзюмпо» (1983)
- Номинация на премию за лучший фильм 1982 года, однако по результатам голосования занял только 18 место.